# Janne Modig
Janne Modig är en svensk film från 1923. Den regisserades av Bror Abelli som också var producent och manusförfattare. Filmen hade urpremiär den 20 augusti samma år på biograferna Odéon i Norrköping Röda Kvarn i Sundsvall. Stockholmspremiären var en vecka senare den 27 augusti på biograferna Rivoli och Stora Teatern.
Filmen spelades in under utgivningsåret i Djurgårdsstaden, Hersbyhus herrgård på Lidingö och i Stockholms skärgård.

## Handling
Janne Modig bor i Småbacka och gör rackartyg tillsammans med kompisen Nisse. Efter ett slagsmål blir Axel Jannes fiende. Konflikten leder till att Axel falskanklagar Janne för stöld, men han frias eftersom luffaren Friman iakttagit vad som egentligen har hänt. Janne blir också hjälte när han räddar dels en grevlig hund och dels sin fiende Axel från att drunkna.

## Rollista
- Ture Ottoson - Janne Modig
- Björn Åslund - Nisse, hans kamrat
- Gustaf Lövås - Krusberg, skomakare
- Artur Lindeberg - Axel, hans son
- Jullan Kindahl - Olivia Blåqvist
- Hartwig Fock - Spetz, konstapel
- Gideon Wahlberg - Friman, luffare
- Ingri Abelli - Märta
- Anders Frithiof - Malm, godsägare
- Thor Modéen - Adelclou, löjtnant
- Bror Abelli - präst i Småbacka
- Gullan Ehrenmark - Eva, prästens dotter
- Gösta Nohre - Sigge Malm, teologie kandidat
- Arvid Kindahl - sotare
- Gustav Hjorth - bagare
- Greta Fock - ej identifierad roll

## Mottagande
Filmen fick ett svalt mottagande i Stockholmspressen. "Långsökt och överdriven", "amatörmässig", "illa spelad" och "blottad på humor" var några av kommentarerna. Beröm fick dock fotografen Arthur Thorell.
Dagens Nyheter
"Janne själv spelas av en ganska sympatisk pojke, Ture Ottoson, som verkar hurtig och rar, och hans kamrat i rackartyget göres av Björn Åslund, vilken åtminstone har en sak gemensamt med Wesley Barry, nämligen en massa fräknar. I resten av rollerna idel amatörer, och ledsamt nog är det inte så lätt att spela film som oerfarenheten tror."
Svenska Dagbladet
"Men filmen är valhänt och illa hopkommen, innehållet är rörigt och ointressant, någon sammanhängande handling är det svårt att upptäcka, icke en enda figur är klart tecknad, inte heller hjälten själv -- det hela är en amatörhistoria om sommar och sol och badande småbarn och bråkiga pojkar med litet kärleks!idyller som påbröd."